# Victor Brants
Victor Brants es un historiador, economista y sociólogo belga (Amberes, 23 de noviembre de 1856-Lovaina, 28 de abril de 1917) miembro de la Real Academia de Bélgica.

## Su carrera
Tras estudiar humanidades en el "Collège Saint-Joseph" de  Aalst, en 1878 ejerce como  profesor encargado de curso en  la Universidad Católica de Lovaina, siendo fue nombrado profesor de la Facultad de Filosofía y Letras en 1888.
Interesado por la sociología fue uno de los discípulos de Frédéric Le Play. Fundador de la Sociedad Belga de Economía Social.
También se interesó por las condiciones de trabajo y el desarrollo de la legislación social, formando parte  del movimiento universitario del cristianismo social de su amigo y predecesor Charles Périn discípulo de Lamennais.
Su labor acedémica se centra en las áreas de la economía política y social, los mecanismos de crédito, la legislación laboral y la historia que fue su campo favorito.

## Historiador
Como  historiador se especializa en el períod de gobierno de los archiduques Isabel Clara Eugenia y Alberto de Austria (1598–1621)  co-soberanos de los Países Bajos y el Condado de Borgoña.
En 1900 publica en la Universidad Católica de Lovaina un resumen en la Enciclopedia Católica de 1913, donde justifica la  continuación  de la vieja universidad medieval desaparecida.
- Essai historique sur la condition des classes rurales en Belgique, jusqu'à la fin du XVIIIe siècle, Louvain, 1880.
- L'Economie politique au Moyen-Age: esquisse des théories économiques professées par les écrivains des XIIIe et XIVe siècles, Paris, 1881.
- De la condition du travailleur libre dans l'industrie athénienne, Gand, 1883.
- Lois et méthode de l'économie politique, Louvain, 1883.
- La lutte pour le pain quotidien, Louvain, 1888.
- La circulation des hommes et des choses, Louvain, 1892.
- Le régime corporatif au XIXe siècle dans les états Germaniques: étude de législation sociale comparée, Louvain, 1894.
- L'université de Louvain. Coup d'œil sur son histoire et ses institutions, 1425-1900, Bruxelles, 1900.
- Les grandes lignes de l'économie politique, Louvain, 1901.
- L’autonomie internationale de la Belgique sous les archiducs Albert et Isabelle (1598-1621), Mâcon, 1901
- La petite industrie contemporaine, Paris, 1902.
- La faculté de droit de l'Université de Louvain à travers cinq siècles (1426-1906), esquisse historique, Louvain, 1906.
- Charles Périn. Notice sur sa vie et ses travaux, imp. J. Van Linthout, Louvain, 1906.
- La lutte contre l'usure dans les lois modernes, Paris, 1907.
- Recueil des ordonnances des Pays-Bas. Règne d'Albert et Isabelle: 1597-1621, Bruxelles, 2 volumes, 1909-1912.
- La Belgique au XVIIe siècle. Albert et Isabelle: études d'histoire politique et sociale, Louvain, 1910.
- Albert et Isabelle, Louvain, 1910.
- Les ordonnances monétaires du XVIIe siècle. Albert et Isabelle, Philippe IV et Charles II, Bruxelles, 1914.